# Leonardo Rivero
Leonardo Fabián Rivero (Paysandú, Uruguay, 12 de noviembre de 1983) es un futbolista uruguayo.

## Trayectoria
Llegó en el 2010 al FBC Melgar club en el que anotó varios goles en el 2011 cumple una campaña irregular quedando en puesto 12 para el 2012 llega al Cuzco para jugar por el Cienciano equipo en el quedó puesto 10. En FBC Melgar jugó junto al portero peruano José Carvallo, quien fue mundialista en la Copa Mundial de Fútbol de 2018.

## Clubes
| Club                  | País      | Año       |
| --------------------- | --------- | --------- |
| Paysandú Fútbol Club  | Uruguay   | 2003      |
| Deportes Puerto Montt | Chile     | 2004      |
| Deportes Antofagasta  | Chile     | 2004      |
| Pelitta Hyatt         | Indonesia | 2005-2006 |
| Atenas                | Uruguay   | 2006-2007 |
| Deportivo Quito       | Ecuador   | 2007-2008 |
| UA Maracaibo          | Venezuela | 2008      |
| Cerro Largo           | Uruguay   | 2009      |
| FBC Melgar            | Perú      | 2010-2011 |
| Cienciano             | Perú      | 2012      |
| Gimnasia de Jujuy     | Argentina | 2013      |
| Cerro Largo           | Uruguay   | 2014      |